# M.Pire
M.Pire (кор.: 엠파이어, произносится как «эмпаер») — южнокорейская группа, подписанная под CMG Chorok Stars. В состав группы входят: Тэхи, Ёнсон, Лумин, Хару, Ред, Тэо и Джерри. Группа дебютировала 1 августа 2013 года с шестью участниками. Член Лумин, ранее известный как Лиу из F.Cuz, присоединился к группе в октябре 2013 года.
Название «M.Pire» сочетает в себе слова «музыка» и «вампир», что указывает на необходимость для группы жить за счет музыки. Фэндомом группы носит название Muse (뮤즈), акроним, обозначающий: разум, понимание, особый и поощрительный.

## История

### Предебют
Тэхи и Со Юсон (прежде известный как Джино) дебютировали как часть BB.BBOYS, мужского корейского поп-трио, дебютировавшего в 2011 году. Группа выпустила мини-альбом «First Album» и трек OST в 2011 году, но была расформирована в 2012 году.
Юсон и Тэхи стали стажерами под руководством Benjamin Entertainment, дочерней компании CMG Chorok Stars. 1 мая Benjamin Entertainment представили новую группу, M.Pire — группа из шести человек. Однако вместо Тэо был шестой член по имени Кангон (в настоящее время член группы M.Peror). Они выступали в качестве M.Pire в первый раз на «Dream Dream Concert», который состоялся 11 мая на стадионе Кубка мира в Сеуле. Перед их официальным дебютом.
M.Pire в итоге официально дебютировали 1 августа 2013 года. С шестью участниками: Тэхи, Юсон, Хару, Ред, Тэо, Джерри. Все шесть участников прошли 3 года хардкор-тренингов до своего дебюта.

### 2013:We Can’t Be Friends, On My Mind
Группа официально дебютировала 1 августа 2013 года с их заглавной песней «We Can’t Be Friends». Танцевальная хип-хоп песня, написанная Хон Сун Мином и Ддори Джан Гуном. Их дебютный этап был на Mnet’s «M Countdown».
16 октября в передаче «Star Family Song» бывший член Лиу из F.Cuz объявил, что присоединяется к группе новичков и изменил свое сценическое имя на Лумин. 27 октября был выпущен звуковой тизер с песней «On My Mind» через официальный аккаунт Benjamin Entertainment в YouTube. Песня была написана и составлена Ким Чже Чжуном JYJ в качестве подарка группе. Было также анонсировано, что член Юсон помогал в написании рэпа для «On My Mind». Официальный трек возвращения и песня названия их второго единственного альбома «New Born» является «Kkadak Kkadak». M.Pire начало рекламные акции для их возвращения на возвращение с выступлением на M! Countdown 31 октября.

## Участники
- Ли Тэ Хи (кор.: 이태희)
- Юсон (Со Юн Хун, кор.: 서영훈)
- Лумин (Ли Сын Хён, кор.: 이승현)
- Ред (Гу Джин, кит.: 郭劲)
- Хару (O Хён Джун, кор.: 오현준)
- Тэо (Го Хён У, кор.: 고현우)
- Джерри (Мун Ён Со, кор.: 문영서)

## Дискография

### Сингл-альбомы
| Год  | Детали альбома | Позиции в чартах | Позиции в чартах | Продажи      |
| Год  | Детали альбома | GaonWeekly       | GaonMonthly      | Продажи      |
| ---- | --- | ---------------- | ---------------- | ------------ |
| 2013 | «Carpe Diem» - Выпущен: 1 августа 2013 - Формат digital download - Лейбл: Benjamin Entertainment Трек-лист 1. «너랑 친구 못해 (Can’t Be Friends With You)» 2. «너랑 친구 못해 (Can’t Be Friends With You) (Inst.)» | -                | -                | - KOR: -     |
| 2013 | «New Born» - Выпущен: 30 октября 2013 - Формат: CD, digital download - Лейбл: Benjamin Entertainment Трек-лист 1. «까딱까딱 (I’m Better)» 2. «On My Mind» 3. «너랑 친구 못해 (Can’t Be Friends With You)» 4. «까딱까딱 (I’m Better) (Inst.)» 5. «On My Mind (Inst.)» 6. «너랑 친구 못해 (Can’t Be Friends With You) (Inst.)» | 19               | 61               | - KOR: 1000+ |
| 2014 | «Rumor» - Выпущен: 15 мая 2014 - Формат: CD, digital download - Лейбл: Benjamin Entertainment Трек-лист 1. «그런 애 아니야 (Not That Kind of Person)» 2. «별이 되어…(0324) (Be A Star)» 3. «그런 애 아니야 (Not That Kind of Person) (Inst.)» 4. «별이 되어…(0324) (Be A Star) (Inst.)»                                      | 22               | 64               | - KOR: 820+  |

## Фильмография

### Развлекательные шоу
- 2013: KBS2 Let's Go Dream Team! Season 2 (Jerry) — ep.202,204
- 2013: U1TV Show K-Pop

### Телевизионные шоу
- 2013: MBC A Hundred Year Legacy (Seo Young Hoon)
- 2013: EChannel Unemployment Benefit Romance (T.O and Jerry Cameo) — ep.2

### Появления в качестве гостей
- 2013: Arirang Pops in Seoul: Secret BOX — ep.67

### Музыкальные видеоклипы
| Год  | Музыкальные видео        | Продолжительност |
| ---- | ------------------------ | ---------------- |
| 2013 | Can’t Be Friend With You | 3:45             |
| 2014 | Not That Kind of Person  | 4:05             |

## Награды и номинации

### Hawaii International Music Award Festival (HIMAF)
| Год  | Номинированная работа/Реципиент | Награда     | Результат |
| ---- | ------------------------------- | ----------- | --------- |
| 2013 | M.Pire                          | Rising Star | Выиграли  |

### Korean Wave Industry Awards
| Год  | Номинированная работа/Реципиент | Награда      | Результат |
| ---- | ------------------------------- | ------------ | --------- |
| 2013 | M.Pire                          | Rookie Award | Won       |

### Asia Model Festival Awards
| Год  | Номинированная работа/Реципиент | Награда        | Результат |
| ---- | ------------------------------- | -------------- | --------- |
| 2014 | M.Pire                          | New Star Award | Won       |